# Бубна дупља
Бубна дупља, (лат. Cavum tympani)  је средишња шупљина ува, запремине око 1 кубни сантиметар. Овај назив добила је због сличности са бубњем, јер јој спољњи зид чини затегнута мембрана  (бубна опна).

## Анатомија
Спољни зид бубне дупље чини затегнута мембрана - бубна опна - а сама шупљина је неправилног цилиндрицог или призматичног облика. У дескриптивној анатомији ради бољег приказа важних анатомских детаља, могу се описивати њених 6 зидова, као и сама шупљина са функционалним системом који је премошћује.
Бубна опна са слушним кошчицама премошћује шупљину бубне дупље и чини основни функционални систем средњег ува (тзв тимпаноосикуларни ланац). 
Спратови бубне дупље
Бубна дупља је анатомски подељена у три спрата:
- Епитипманум, који је смештен изнад горње ивице бубне опне. У њему се налазе глава чекића а и тело наковња.
- Мезотимпанум, који је смештен у средњем делу бубне дупље у висини бубне опне.
- Хипотимпанум, који је део бубне дупље испод доње ивице бубне опне.

Зидови бубне дупље
1. Спољњи зид бубне дупље  већим делом (углавном по ивицама) је  кост, док централни део заузима бубна опна. 
2. Медијални или унутрашњи зид бубне дупље је уједно спољњи зид унутрашњег ува (лавиринта). У његовом средњем делу доминира избочење базалног завоја пужа (промонторијум). Изнад њега је овални прозор ( у коме се налази стапес) а испод округли прозор који је слободан и затворен само танком мембраном. Изнад и иза овалног прозора налази се проминенција Фалопијевог канала којим пролази тимпанални део живца лица. Изнад и иза њега је избочење  латералног полукружног канала.
3. Горњи зид чини уједно и дно средње лобањске јаме, а доњи је често избочен југуларном веном. Оба ова зида су понекада танка и дехисцентна, што је од великог значаја за ширење патолошких процеса.
4. Предњи зид бубне дупље највећим делом заузима проширени отвор Еустахијеве тубе и избочење каротидне артерије, док се на задњем зиду налази улаз у прву мастоидну шупљину.
Мишићи
За зидове бубне дупље везују се и кроз њен лумен пролазе два мишића средњег ува: 
- мишић затезач бубне опне (инервисани од мандибуларне гране нервуса тригеминуса), који се припаја на врату чекића
- мишић узенгије (инервисани од гранцице нервуса фацијалиса), који се припаја за главицу узенгије.

Својом контракцијом ови мишићи  повећавају крутост целог ланца слушних кошчица и на тај начин не само да смањују трансмисију звука већ представљају и заштитни механизам органа слуха. 
Живци
Кроз шупљину бубне дупље пролази хорда тимпани, која преноси сензитивна влакна из нервуса фацијалиса за предње две трећине језика.

## Галерија
- Добро познаванје анатпмије уха од великог је значаја у диференцијалној дијагностици оталгија